# Sophronica sericans
Sophronica sericans là một loài bọ cánh cứng trong họ Cerambycidae.